# Sorgenfri slott

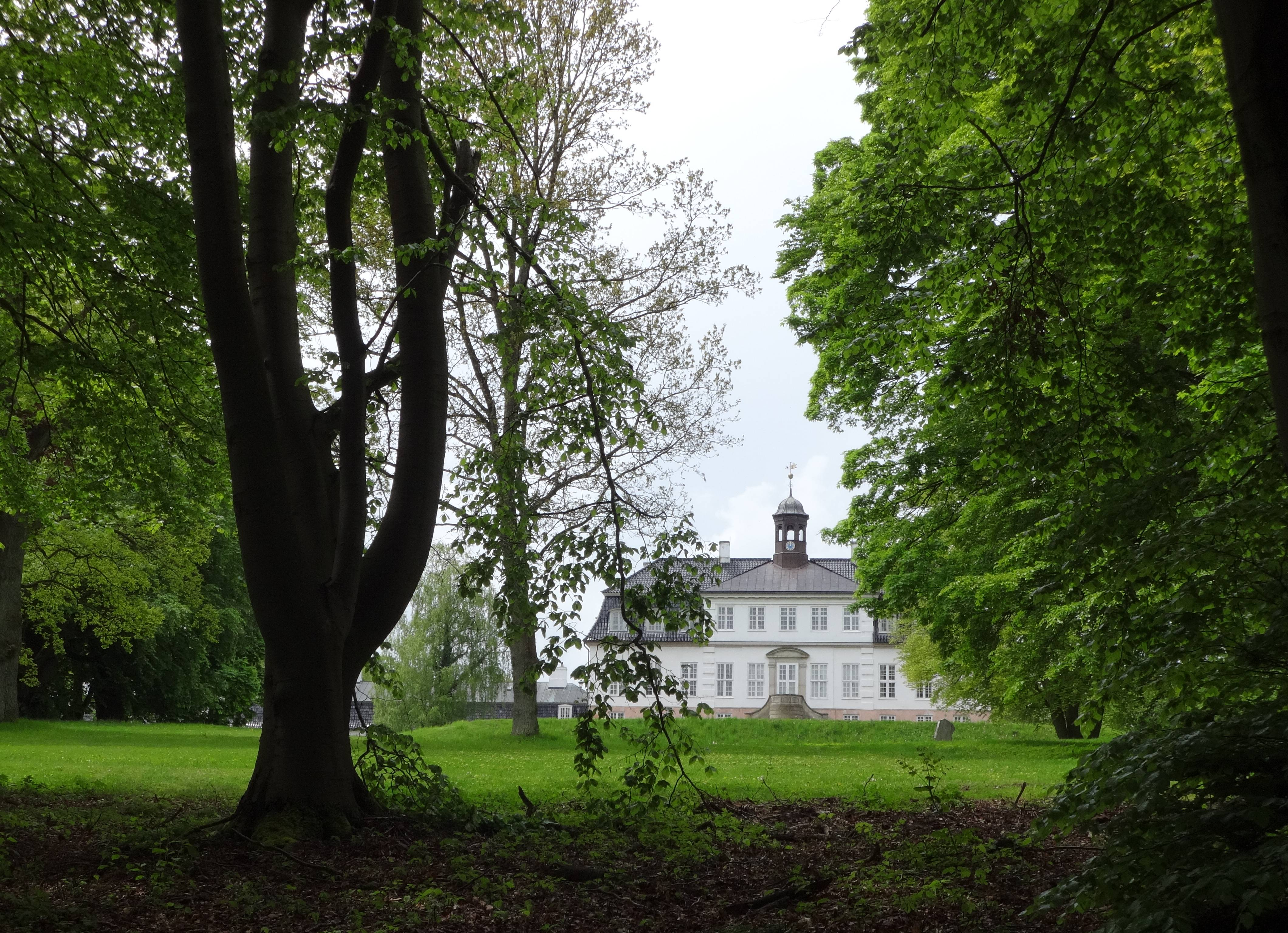
Sorgenfri slott och slottsparken, 2014

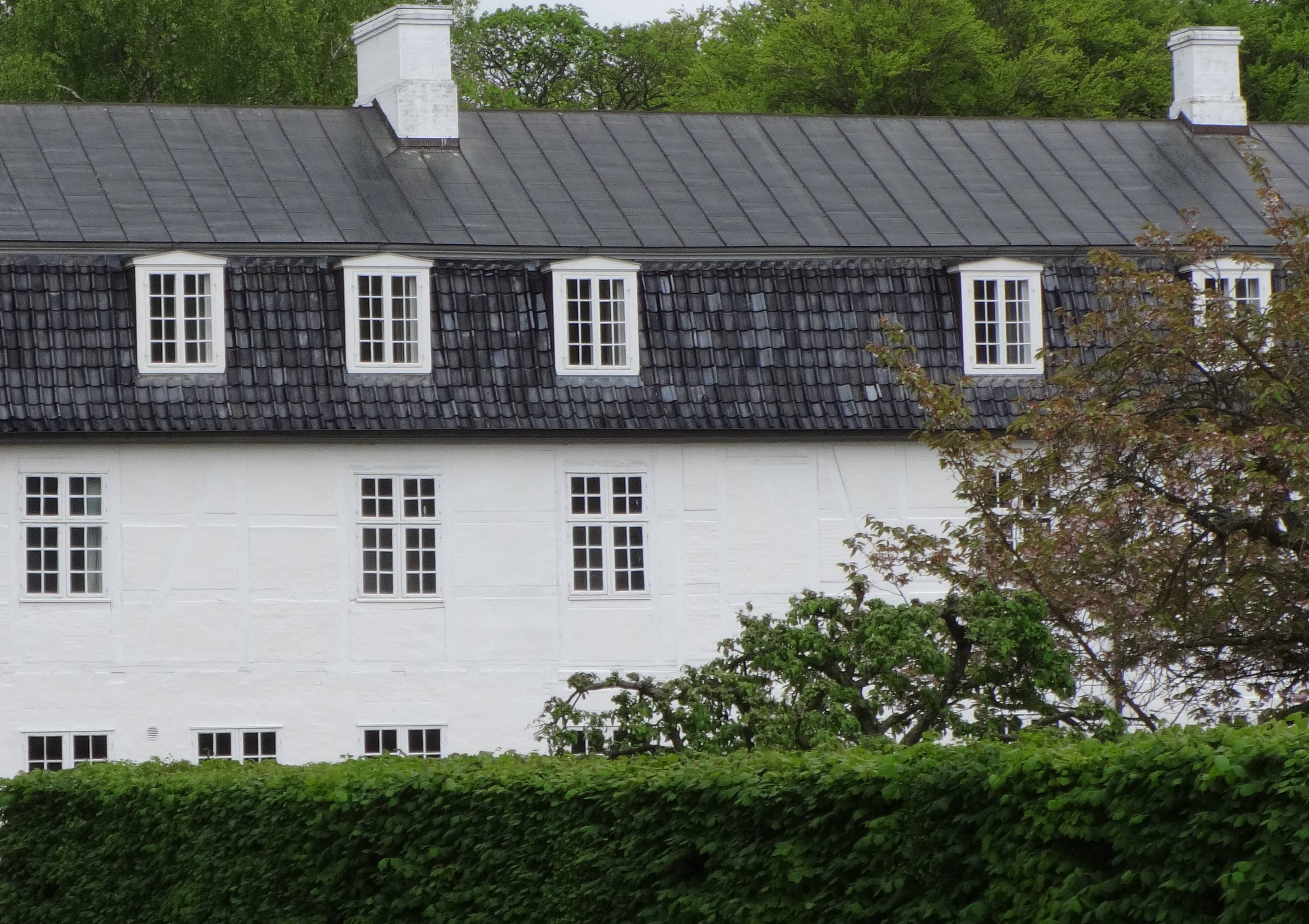
Sorgenfri slott: Damebygningen, 2014

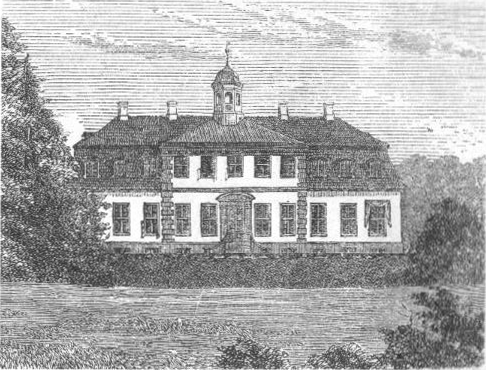
Sorgenfri slott i slutet av 1800-talet

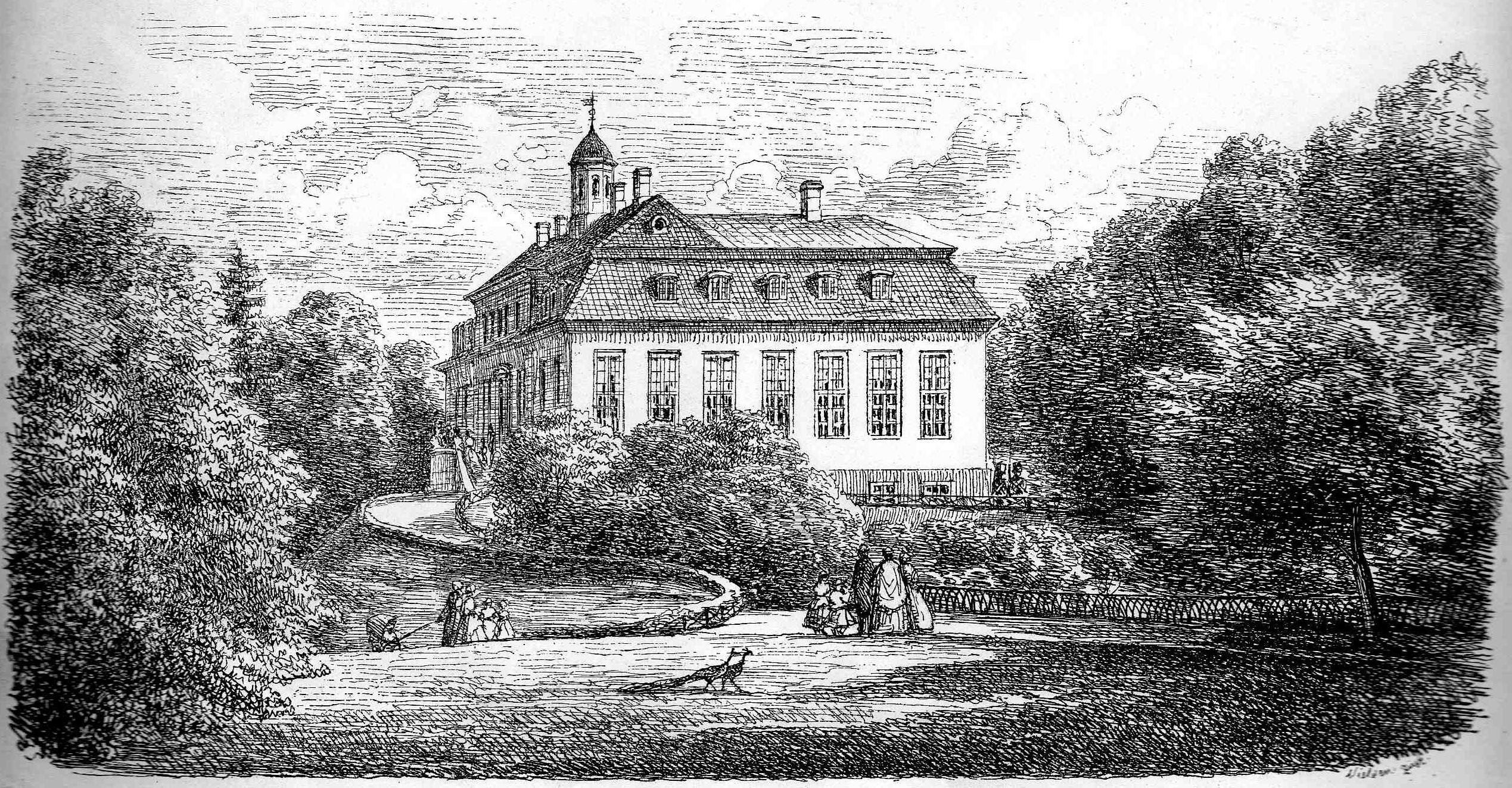
Slottet från nordväst 1865. Teckning från Danske Kirker, Slotte, Herregaarde og Mindesmærker.

Sorgenfri slott (danska: Sorgenfri Slot) är ett danskt kungligt slott strax norr om Köpenhamn, beläget i Kongens Lyngby i Lyngby-Tårbæk kommun. Det ursprungliga slottet, en treflyglad byggnad i barockstil, uppfördes 1705–1706 av länsgreve Carl Ahlefeldt, arkitekt var den tysk-danske byggmästaren François Dieussart.

## Slottet
Slottet förvärvades 1730 av kungafamiljen och kronprins Fredrik byggde ut slottet med en kavaljersflygel och en stallanläggning.
Åren 1756–1757 revs den ursprungliga huvudbyggnaden, och ett helt nytt slott uppfördes, med Laurids de Thurah som arkitekt, vilket blev bostad för Fredrik V:s moster, furstinnan Sophie Caroline till Ostfriesland. Det nya slottet uppfördes på de gamla fundamenten, en tvåvåningsbyggnad med mansardtak och en takryttare med spira, vilken finns kvar idag. Senare, 1791–1794, utvidgades och moderniserades slottet av arvprins Fredrik, arkitekt var Peter Meyn. Slottet fick utvändigt en nyklassicistisk prägel, så som det ser ut idag.
Fredrik VII överförde äganderätten av slottet till staten och 1898 ställdes slottet till prins Kristians förfogande. Prins Kristian lät arkitekten Ferdinand Meldahl bygga till en glasveranda, som dock av estetiska skäl blev borttagen igen vid en restaurering av slottet 2001–2002. Prins Kristian och prinsessan Alexandrine använde tidvis slottet som sommarresidens, och här föddes kung Fredrik IX och arvprins Knud, födda 1899 respektive 1900.
Arvprins Knud och arvprinsessan Caroline-Mathilde bodde senare på slottet till sina respektive frånfällen 1976 och 1995. Damebygningen vid slottet beboddes av deras son greve Christian och grevinnan Anne Dorte av Rosenborg till deras död år 2013 respektive 2014.
År 2015 flyttade grevens syster, prinsessan Elisabeth, till slottet och bodde där till sin död år 2018.

## Slottsparken
Slottets tillhörande slottspark på cirka 40 hektar anlades strax efter slottets tillkomst i fransk barockstil. I början av 1800-talet byggdes parken om till en romantisk engelsk park; man lät dock behålla den ståtliga lindallén framför slottet. Arkitekten och konstnären Nicolai Abildgaard bidrog med de små paviljongerna Schweizerhuset och Norske Hus. Igenom slottsparken rinner ån Mølleåen.
I parken finns också ett minnesmärke över diktaren Viggo Stuckenberg och en minnessten över kvinnosakskvinnan Gyrithe Lemche.
Slottet och slottsparken ägs fortfarande av danska staten, under nuvarande Slots- og Kulturstyrelsens förvaltande, men står till drottning Margrethes förfogande. Slottet med sina byggnader är inte öppet för allmänheten, men en stor del av slottsparken kan beses.